# Becerrillo
Becerrillo fue uno de los más eficaces perros de combate que sirvieron en las filas del ejército español durante la conquista de las tierras americanas. Este ejemplar, perteneciente a la raza de los alanos españoles, sólo sería igualado en destreza y fidelidad por su hijo Leoncico. Perteneció originalmente al primer conquistador y gobernador de Puerto Rico, Juan Ponce de León, aunque era comúnmente encomendado a otros conquistadores en la isla, como Sancho de Aragón y Diego Guilarte de Salazar.

## Adiestramiento y traslado
Becerrillo fue adiestrado en la Isla de La Española, que por aquel entonces era un enclave geográfico bajo dominio español en el que los perros de presa tradicionales españoles, los alanos, se entrenaban con fines militares. El hecho de que fuesen los alanos la raza canina escogida para el adiestramiento respondía principalmente a dos motivos: la excelente capacidad de guardia que estos animales poseían y la robustez y vigorosidad de su fisonomía, la cual era considerada como perfecta para dar caza a los indios prófugos.
En 1509, Becerrillo participó con Ponce de León en la conquista de Boriquén (Puerto Rico), formando parte de las huestes caninas que el conquistador había adquirido tras ver su utilidad en la anterior conquista del Higüey. Dos años 1511, Becerrillo abandonaría la Isla de La Española para dirigirse a la Isla de San Juan junto con Sancho de Aragón.

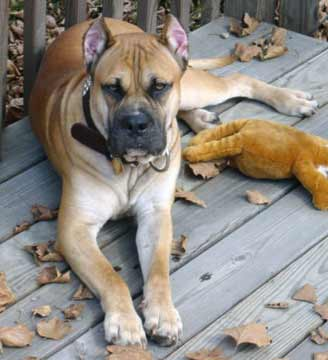
Alano español con características fisionómicas similares a Becerrillo.

## Raza y fisionomía
Becerrillo, como la mayor parte de los canes empleados durante la conquista americana, pertenecía a la raza de los perros alanos españoles, los cuales eran una mezcla de dogo y mastín. 
Según la crónicas americanas, Becerrillo era descomunal, con muchas manchas de color negro que irregularizaban su pelaje rojizo. Además, poseía una nariz oscura y unos ojos de color ocre que se hallaban circundados por pelo de tintes negruzcos. Tenía una mandíbula poderosa que albergaba dientes muy afilados, capaces de arrancar de cuajo la extremidad de un adulto sin mayores dificultades.

## Sueldo y valoración
Este animal era extremadamente valorado entre los integrantes del ejército castellano por varios motivos: en primer lugar, era muy apreciado por su ferocidad y total entrega en el campo de batalla. En segundo lugar, era de gran utilidad para dar caza a los fugitivos que intentaban huir, puesto que el perro en un principio no utilizaba la violencia, sino que se limitaba a arrastrar con suavidad al enemigo hasta la posición en la que se encontraban los aliados; pero cierto es que si oponían alguna clase de resistencia, la tenacidad de Becerrillo no tenía límites. Por último, el can era extremadamente fiel, puesto que era capaz de arriesgar su propia vida para salvar a cualquier allegado.
Como consecuencia de todas las cualidades que poseía Becerrillo, este recibía doble ración de comida (que en más de una ocasión era mejor que la de los propios infantes) y un sueldo por los servicios prestados a su Patria. Concretamente, el salario que ganaba era el equivalente al de un ballestero.

## Becerrilloy la anciana nativa
Según cuentan numerosos cronistas de la época, Guilarte de Salazar, al que Ponce de León le había encomendado una misión de reconocimiento, quiso entretener con un dantesco espectáculo a sus exhaustos soldados tras tener una pequeña refriega con los indios locales.

La insurrección de los caciques de Agüeynaba y Mabodamaca ha sido aplastada y todos los prisioneros han marchado al muere.

Para eso ordenó a algunos infantes que buscasen y capturasen a una anciana nativa, a la que posteriormente le darían una carta que debería entregar al Gobernador de la Isla de San Juan. De no ser así, esta sería arrojada a los perros y como es de suponer, acabaría destrozada por las mortíferas dentelladas de los canes.

[...] - Anda - le dice el capitán Diego de Salazar a la vieja, escondida en los matorrales -. Lleva esta carta al gobernador, que está en Caparra. [...]

Cuando la mujer se había alejado ligeramente, los soldados soltaron a Becerrillo al mismo tiempo que lo inducían a matar a la anciana. Pero para sorpresa de todos, cuando el can estaba a punto de abalanzarse sobre su presa, ésta se arrodilló y con voz temblorosa le pidió que no le diese muerte, pues iba a entregar una carta a los cristianos. Ante tal situación, Becerrillo, que tenía un entendimiento casi humano, se detuvo y contempló los aterrorizados ojos de la mujer, a la que posteriormente olfatearía y lamería (algunos cronistas recogen que el perro no la lamió, sino que orinó a su lado). 

[...] Y se echa a caminar. Camina como niño chico, con bambolear de osito, y lleva el sobre a modo de estandarte o bandera. Cuando la vieja está a tiro de ballesta, el capitán suelta a Becerrillo. [...] La ráfaga voltea a la vieja. Becerrillo, duras las orejas, desorbitados los ojos, la devorará de un bocado. [...]

[...]Becerrillo husmea el sobre. Da unas vueltas en torno a esa bolsa de huesitos trémulos que gime palabras, alza la pata y la mea.

La actitud de Becerrillo fue considera como una intervención divina y avergonzó a los macabros bromistas. La humillación fue de tal envergadura, que cuando regresó Ponce de León, este ordenó que la anciana fuese puesta en libertad y que volviese a su pueblo sana y salva.

## Prole

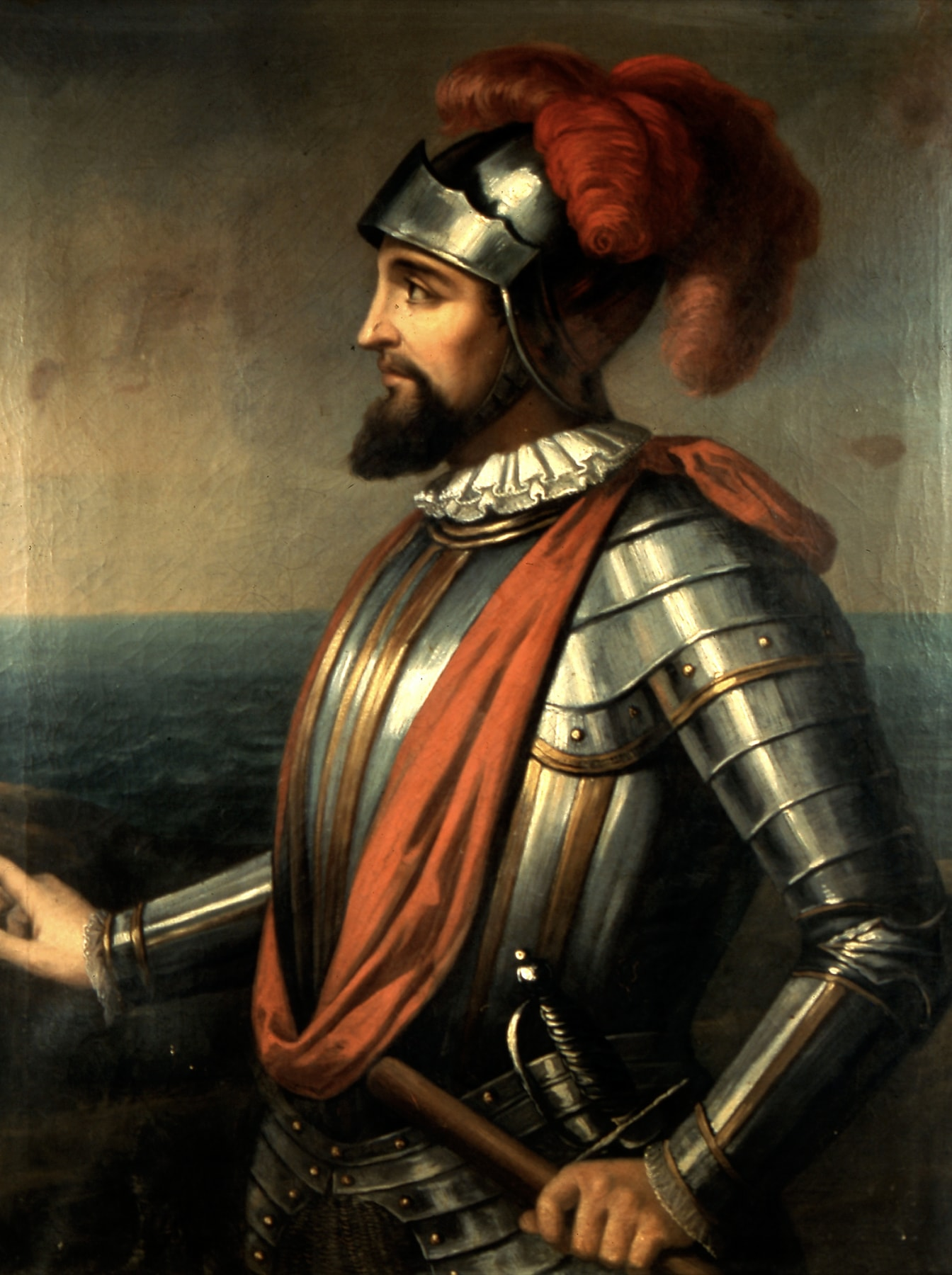
Vasco Núñez de Balboa.

Entre los descendientes de Becerrillo, el que más fama y renombre alcanzó fue Leoncico. Este animal acompañaría a Vasco Núñez de Balboa, que era su propietario, en un gran número de batallas en las que siempre desempeñaba un papel de vital importancia. También se considera que fue el primero de los perros europeos en ver el Mar del Sur, que era el nombre que recibía el océano Pacífico durante las primeras exploraciones españolas.
Como consecuencia de la continuada intervención de Leoncico en las campañas promovidas por Núñez de Balboa, una serie de mitos y leyendas surgieron sobre la figura de este perro. La mayoría de estas se encontraban apoyadas por los escritos de los cronistas españoles, en los que se afirmaba que los dientes del animal habían adquirido un color rojo de tantos nativos a los que matara y que en casi todas las contiendas acababa con la vida de más indígenas que cualquier soldado del ejército.

## Muerte
Después de haber servido una larga temporada en las filas de los ejércitos españoles, Becerrillo regresó al lado de su dueño para poder descansar y recuperarse de las heridas durante un cierto período, pues cierto era que el animal pronto volvería a ser requerido por Guilarte de Salazar en 1514.
Pero Sancho de Aragón, que se encontraba por aquel entonces vigilando la hacienda de la cacica Luisa, esposa indígena del conquistador mulato Pedro Mexía, decidió que el animal se incorporase a las tareas de defensa, pues observaba como los indios caribes estaban cada vez más revueltos. De hecho, un día la estancia fue atacada por los nativos, y como resultado del asedio, los dueños de la casa perdieron sus vidas. Sin embargo, Sancho de Aragón fue capturado.
De inmediato Becerrillo acudió al auxilio de su amo atacando a los indios, dando muerte a gran parte de ellos, de modo que éstos se vieron en la obligación de liberar a Aragón en la orilla del río (hoy en día conocido como Grande de Loíza) por el que tenían pensado huir. Acto seguido, desde las canoas se comenzaron a lanzar flechas envenenadas, y una de ellas se incrustó en la carne del perro, el cual falleció poco después. Su amo lo intentó salvar, pero fue en vano.
Cuando los soldados españoles se enteraron de la muerte de Becerrillo, decidieron que el finamiento y el lugar de entierro de este se mantuviese en secreto, pues así podrían seguir atemorizando a los indios enemigos con el perro.